# آغار مدلبروك 7H10
آغار مدلبروك 7H10 (بالإنجليزية: Middlebrook 7H10 Agar)‏ هو وسط إنمائي صلب يستخدم خصيصا لزراعة البكتيريا الفطرية وبشكل ملحوظ للبكتيريا الفطرية السلية. حيث تبين أن وسط 7H10 يميل إلى السماح بنمو ملوثات أقل من تلك التي تنمو في الأوساط المعتمدة على البيض والمستخدمة غالبا في زراعة البكتيريا الفطرية.

## وصلات خارجية
- Middlebrook 7H10 Agar